# Xã West Mead, Quận Crawford, Pennsylvania
Xã West Mead (tiếng Anh: West Mead Township) là một xã thuộc quận Crawford, tiểu bang Pennsylvania, Hoa Kỳ. Năm 2010, dân số của xã này là 5.249 người.